# Porotergus gymnotus
Porotergus gymnotus är en fiskart som beskrevs av Ellis 1912. Porotergus gymnotus ingår i släktet Porotergus och familjen Apteronotidae. Inga underarter finns listade i Catalogue of Life.